# German-Inline-Cup
Der German-Inline-Cup (GIC) ist eine deutschlandweite Wettkampfserie für Inline-Speedskater, wird seit dem Jahr 2008 ausgetragen. Der Breitensport, welcher den Großteil der Starter bei Inlineskating-Veranstaltungen ausmacht, ist ebenfalls angesprochen und mit einer in den Cup integrierten Wertung berücksichtigt. Veranstalter des Cups ist die IGUANA Deutschland GmbH mit Petr Stastny als Geschäftsführer.

## Saison und Veranstaltungen
- 1. Saison 2008: Der Auftakt war am 6. April der Berliner Halbmarathon in Berlin, weiter ging es am 31. Mai beim Mittelrhein-Marathon in Koblenz entlang des Mittelrheintals, auf regennassen Straßen ging es am 24. August beim XRace auf dem Großen Stern ein zweites Mal über die Halbmarathondistanz, vierter Lauf und Finale war am 5. Oktober der Köln-Marathon in Köln.
- 2. Saison 2009: Das Auftaktrennen war am 5. April der Berliner Halbmarathon in Berlin, die zweite Station war am 6. Juni in Koblenz beim Mittelrhein-Marathon, das dritte Rennen am 30. August war das XRace am Großen Stern in Berlin und das Finale fand am 4. Oktober beim Köln-Marathon in Köln statt.
- 3. Saison 2010: Am 28. März war der Auftakt beim Berliner Halbmarathon, die zweite Station am 29. Mai war in Koblenz entlang des Mittelrheintals, am 18. Juli war man zum ersten Mal bei der Bremen-Challenge in Bremen zu Gast, am 22. August beim XRace am Großen Stern in Berlin, am 11. September war man auch zum ersten Mal beim Arena Geisingen Halbmarathon in Geisingen und das Finale war am 3. Oktober beim Köln-Marathon.
- 4. Saison 2011: Der Auftakt war am 3. April wieder beim Berliner Halbmarathon, als zweites Rennen am 1. Mai war der GIC zum ersten Mal bei der Rhein-Main Skate-Challenge in Frankfurt, am 28. Mai war Koblenz mit dem Mittelrhein-Marathon dritte Station, am 21. August war die Serie beim XRace am Großen Stern in Berlin, am 10. September zum zweiten Mal nach 2010 in Geisingen beim Geisingen Halbmarathon und das Finale fand am 2. Oktober in Köln beim Köln-Marathon statt.
- 5. Saison 2012: Der Auftakt fand am 1. April beim Berliner Halbmarathon statt, dann ging es am 1. Mai zum Rhein-Main Skate-Challenge in Frankfurt, in Koblenz geht es am 2. Juni zum Mittelrhein-Marathon, am 19. August ist der GIC zu Gast beim XRace am Großen Stern in Berlin, am 8. September beim Geisingen Halbmarathon und das Finale findet  am 14. Oktober wiederum beim Köln-Marathon statt.
- 6. Saison 2013: Die Anzahl und Reihenfolge der Wertungsrennen bleibt unverändert zum Vorjahr. Der Auftakt findet am 7. April beim Berliner Halbmarathon statt. Das Finale wird am 13. Oktober beim Köln-Marathon ausgetragen.
- 7. Saison 2014: Die Anzahl der Wertungsrennen wird auf vier reduziert. Der Auftakt findet am 30. März in Berlin statt. Das Finale wird am 27. September beim Berlin-Marathon ausgetragen. Die Rennen beim XRace, in Geisingen und beim Köln Marathon entfallen.
- 8. Saison 2015: Der German-Inline-Cup 2015 wurde an fünf Stationen ausgetragen. Darunter auch mit einem zusätzlichen Rennen auf dem Salzburgring. Die beiden anderen Rennen fanden unter anderem in Prag und Hamburg statt.  Der Auftakt am 29. März 2015 und das Finale am 26. September 2015 fanden in Berlin statt.
- 9. Saison 2016:  Der Saisonauftakt erfolgte am 3. April im Rahmen des GENERALI BERLINER HALBMARATHONS. Mit von der Partie waren auch wieder Prag, Hamburg, und Salzburg. Zusätzlich zur Feier des größten Inlinemarathons der Welt, dem BMW BERLIN MARATHON am 24. September und dem 20. Jubiläum des Marathons, fand in diesem Jahr die „Berlin Jubilee Tour“ statt, mit vielen nationalen und internationalen Inline-Events und Medienpartnern.
- 10. Saison 2017: Der GERMAN INLINE CUP 2017 wurde erneut an fünf Stationen ausgetragen. Zum dritten Mal dabei sind auch wieder die Veranstalter am Salzburgring. Diese haben ein großes Rahmenprogramm mit weiteren Rennen und den österreichischen Staats-Meisterschaften geboten. Der Saisonstart war am 2. April beim GENERALI BERLINER HALBMARATHON. Weitere Rennen fanden in Hamburg und Prag statt. Der große Saisonabschluss, bei dem auch die Gesamtsieger und -siegerinnen des GERMAN INLINE CUP & WORLD INLINE CUP geehrt werden, fand am 23. September 2017 beim BMW BERLIN-MARATHON in der deutschen Hauptstadt statt.
- 11. Saison 2018: Der GERMAN INLINE CUP vereint wieder fünf Inline-Events der Extraklasse. Der Saisonauftakt erfolgte am 8. April im Rahmen des GENERALI BERLINER HALBMARATHON. Die Wettbewerbe fanden wieder an sehr attraktiven Orten statt: in den Innenstädten Berlins, Hamburgs und Prags sowie auf dem Salzburgring, einer traditionsreichen Formel-1-Strecke.
- 12. Saison 2019: Der Marathon in Prag entfiel in diesem Jahr. Deshalb wurde die Anzahl der Wertungsrennen damit wieder auf vier reduziert. Der Saisonauftakt erfolgte am 7. April im Rahmen des GENERALI BERLIN HALBMARATHON und der große Saisonabschluss erfolgte am 28. September beim BWM BERLIN MARATHON. Hamburg und Salzburg fanden wie gewohnt statt.
- 13. Saison 2020: Aufgrund der COVID – Pandemie mussten zahlreiche Rennen in diesem Jahr abgesagt werden. Es fand jedoch ein Rennen in Salzburg statt. Es gab jedoch wie beim WORLD INLINE CUP keine Gesamtwertung. Trotz Pandemie war man guter Hoffnung, dass man wieder im Jahr 2021 die Serien WORLD INLINE CUP und GERMAN INLINE CUP wieder aufnehmen kann.
- 14. Saison: 2021:  Wie im Jahr 2019 waren wieder 4 Wertungsrennen am Start. Durch besondere Regeln und Anstrengungen konnten die meisten Rennen wieder stattfinden. Prag und Hamburg mussten jedoch abgesagt werden. Der Saisonauftakt fand wie immer mit dem GENERALI BERLIN HALBMARATHON statt. Der Startschuss war am 22. August, zeitgleich mit „Mittelland rollt“ als Teil der Swiss Skate Tour. Salzburg war auch wieder mit dabei. Der Saisonabschluss, bei dem auch die Gesamtsieger und -siegerinnen des WORLD INLINE CUP und GERMAN INLINE CUP geehrt wurden, fand am 25. September beim BMW BERLIN MARATHON statt.

## Wertungssystem
Seit der ersten Saison 2008 gibt für Männer und Frauen folgende Wertungssystem.
| Platzierung | 1     | 2   | 3   | 4   | 5   | 6   | 7   | 8   | 9   | 10  | 11  | 12  | 13  | 14  | 15  | 16  | 17  | 18  | 19  | 20  | 21  | 22  | 23  | 24  | 25  | 26  | 27  | 28  | 29  | 30  | 31  |
| Punkte      | 1.000 | 980 | 970 | 960 | 950 | 940 | 930 | 920 | 910 | 900 | 896 | 892 | 888 | 884 | 880 | 876 | 872 | 868 | 864 | 860 | 858 | 856 | 854 | 852 | 850 | 848 | 846 | 844 | 842 | 840 | 838 |

| Platzierung | 32  | 33  | 34  | 35  | 36  | 37  | 38  | 39  | 40  | 41  | 42  | 43  | 44  | 45  | 46  | 47  | 48  | 49  | 50  | Ab 51 |
| Punkte      | 836 | 834 | 832 | 830 | 828 | 826 | 824 | 822 | 820 | 818 | 816 | 814 | 812 | 810 | 808 | 806 | 804 | 802 | 800 | -1    |

### Ausnahmen
Nur für das Finale in Köln 2010 bekam der Sieger 1.500 Punkte, der Zweite 1.470 Punkte, der Dritte 1.455 Punkte und so weiter. Die Punktverteilung für das Finale 2011 wieder in Köln wurde leicht verändert. Der Sieger bekommt 1.200 Punkte, der Zweite 1.176 Punkte, der Dritte 1.164 Punkte und so weiter.

## Gesamtsieger

### Frauen
| Jahr | Siegerin         | Zweite                 | Dritte                 |
| 2021 | Katharina Rumpus | Marine Lefeuvre        | Katarzyna Otrebska     |
| 2019 | Katharina Rumpus | Ana Odlazek            | Carlotta Camarin       |
| 2018 | Katharina Rumpus | Katja Ulbrich          | Anna Walczak           |
| 2017 | Katharina Rumpus | Katja Ulbrich          | Ana Odlazek            |
| 2016 | Katja Ulbrich    | Claudia Maria Henneken | Karolina Kierzkowski   |
| 2015 | Sabine Berg      | Claudia Maria Henneken | Katarzyna Otrębska     |
| 2014 | Katharina Rumpus | Katja Ulbrich          | Flurina Heim           |
| 2013 | Katja Ulbrich    | Tina Strüver           | Flurina Heim           |
| 2012 | Sabine Berg      | Katja Ulbrich          | Jana Gegner            |
| 2011 | Sabine Berg      | Jana Gegner            | Mareike Thum           |
| 2010 | Sabrina Rossow   | Lisa Kaluzni           | Claudia Maria Henneken |
| 2009 | Sabine Berg      | Cecilia Baena          | Jana Gegner            |
| 2008 | Hilde Goovaerts  | Katja Ulbrich          | Sabrina Rossow         |

### Männer
| Jahr | Sieger               | Zweiter            | Dritter                |
| 2021 | Nicolas Iten         | Felix Rijhnen      | Severin Widmer         |
| 2019 | Alexander Bastidas   | Andrea Bighin      | Julien Levrad          |
| 2018 | Felix Rijhnen        | Alexander Bastidas | Giacomo Cuncu          |
| 2017 | Felix Rijhnen        | Alexander Bastidas | Julien Levrard         |
| 2016 | Tobias Hecht         | Ondřej Suchý       | Paweł Ciężki           |
| 2015 | Felix Rijhnen        | Tobias Hecht       | Peter Michael          |
| 2014 | Tobias Hecht         | Ondřej Suchý       | Michal Prokop          |
| 2013 | Julien Levrard       | Severin Widmer     | Yann Guyader           |
| 2012 | Yann Guyader         | Severin Widmer     | Ewen Fernandez         |
| 2011 | Felix Rijhnen        | Giacomo Cuncu      | Nicolas Iten           |
| 2010 | Alexander Bastidas   | Felix Rijhnen      | Giacomo Cuncu          |
| 2009 | Alexis Contin        | Juan Nayib Tobon   | Christian Diazgranados |
| 2008 | Matthieu Grandgirard | Diego Rosero       | Nico Wieduwilt         |